# Code2000
Code2000 je font pokrývající velkou část kódu Unicode. Autorem fontu je James Kass. Poslední verzí fontu je verze 1.176 vydaná v roce 2023. Kromě znaků definovaných ve standardu Unicode obsahuje i znaky některých písem, které v Unicode definované nejsou. Jedná se např. o cirth, klingonské písmo, tengwar. Tato písma jsou obsažena v Private use area kódu Unicode. Tato písma jsou kódována v souladu s projektem ConScript Unicode Registry. Dalšími fonty téhož autora jsou fonty Code2001, Code2002 a Code20X3.